# Awesome
awesome – dynamiczny menedżer okien dla X Window System, napisany w języku C oraz Lua.
Projekt został rozpoczęty we wrześniu 2007 roku przez Juliena Danjou jako fork menedżera okien dwm. Głównym celem projektu jest stworzenie menedżera okien możliwie szybkiego, lekkiego, elastycznego i dostosowanego do używania bez użycia myszy.
Użycie bez myszy realizowane jest poprzez automatyczne dzielenie ekranu pomiędzy okna w sposób zdefiniowany przez użytkownika, a także rozbudowany system skrótów klawiaturowych. Rozwiązanie to zostało zaczerpnięte z takich menedżerów jak dwm, ratpoison itp. Wysoka elastyczność jest natomiast (począwszy od wersji 3.0) zapewniona poprzez pliki konfiguracyjne pisane w języku Lua.